# Наташа, П'єр і Велика комета 1812 року (мюзикл)
Наташа, П'єр і Велика комета 1812 року (Natasha, Pierre & The Great Comet of 1812) – електропоп-опера, американський мюзикл-адаптація 70-сторінкового уривка з роману Льва Толстого «Війна і мир» 1869 року на лібрето, музику і вірші Дейва Меллоя. Режисерка – Рейчел Чавкін. Заснований на п'ятій частині другого тому роману «Війна і мир» Льва Толстого, де дія зосереджена на стостунках Наташі з Анатолем та пошуках сенсу життя П’єра.
Вперше мюзикл був показаний у Ars Nova в 2012 році, після чого покази шоу відбулися у 2013 році як в кварталі Meatpacking District, так і в Theater District Мангеттена. Потім була створена постановка іспанською мовою в Кіто, Еквадор 2014 року, а вже дещо оновлений мюзикл в 2015 році йшов в American Repertory Theater в Кембриджі, Массачусетс. Прем'єра «Великої комети» на Бродвеї відбулася в листопаді 2016 року в Imperial Theatre. Шоу завершлось у вересні 2017 року.
В оригінальній Оф-Бродвей постановці шоу Дейв Маллой виконував головну роль П'єра Безухова. Після переїзду на Бродвей Джош Ґробан дебютував на Бродвеї у ролі П'єра.
Мюзикл був сприйнятий позитивно, зокрема, відмічена гра Філіпи Су, Дені Бентон та Джоша Гробана, а також партитура, режисура та сценографія постановки. Шоу було номіновано на 12 нагород – найбільшу кількість номінацій у сезоні – на Премію Toні 2017, в тому числі за Найкращий мюзикл, Найкращу оригінальну партитуру, Найкраще лібрето мюзиклу, Найкращу акторку мюзиклу (Бентон), Найкращу чоловічу роль у мюзиклі (Гробан), Найкраща чоловіча роль другого плану у мюзиклі (Лукас Стіл) та Найкраща режисура мюзиклу (Чавкін). Мюзикл переміг у двох номінаціях: Найкраща сценографія (Мімі Ліен) та Найкращий дизайн освітлення (Бредлі Кінг).

## Синопсис

### Акт I
Дія мюзиклу розготрається у Москві (Росія) у 1812 році з представлення всіх героїв («Prologue»). Потім глядач знайомиться з П’єром Безуховим, пригніченим чоловіком, який перебуває у нещасному шлюбі («Pierre»). Він є добрим другом князя Андрія Болконського, який нещодавно заручився з Наташею Ростовою. Наташа та її кузина Соня Ростова приїжджають до Москви, щоб побачити хресну матір Наташі, Марію Дмитрівну, і чекають, коли Андрій повернеться з війни («Moscow»). Наташа має познайомитися зі своїми майбутніми родичами, сестрою Андрія, Марією Болконською та його батьком, старим князем Болконським («The Private and Intimate Life of the House»). Проте їх зустріч проходить невдало, оскільки Наташі Мері здається холодною, Мері вважає Наташу пихатою, а Болконський взагалі поводиться вкрай дивно («Natasha & Bolkonskysi»). Наташа їде геть, сумуючи за Андрієм більше, ніж будь-коли («No One Else»).
Наступного вечора Наташа дивиться оперу разом із Сонею та Марією («The Opera»). На Наташу кидає оком Анатоль Курагін, горезвісний пройдисвіт. Анатоль відвідує Наташу в її ложі, бентежить та залишає її сповненою почуттів, яких вона досі не переживала («Natasha & Anatole»). Анатоль приходить додому після опери та йте пити разом зі своїм другом Федею Долоховим та П'єром. Їх зустрічає Елен Безухова, невірна розпусна дружина П'єра та сестра Анатоля, у стосунках яких є безсоромний натяк на особливий зв’язок. Анатоль палає від пристрасті до Наташі, правда виявляється, що він вже одружений. Елен заграє з Долоховим, який глузує з П'єра, піднімаючи тост за «одружених жінок та їх коханців». П’яний П’єр вважає поведінку Долохова образливою і викликає його на дуель. П’єр випадково завдає поранення Долохову, а Долохов дивом не влучає в П'єра. Перш ніж вони всі розходяться того вечора, Анатоль просить Елен запросити Наташу на бал, і та погоджується. («The Duel»). Вони залишають П'єра, який розмірковує про свій передсмертний досвід і усвідомлює, що, попри своє марнотратство, він все ж бажає жити далі («Dust and Ashes»).
Наступного ранку, коли Наташа готується до відвідування церкви, вона збентежена, не може дати раду своїм почуттям після спілкування з Анатолем в опері та задається питанням, чи не зіпсована вона коханням Андрія («Sunday Morning»). Пізніше того ж дня Елен відвідує Наташу і запрошує її на бал. Наташа врешті погоджується взяти в ньому участь («Charming»).
Того вечора на балу Наташу зустрічає Анатоль, і вони танцюють. Анатоль зізнається Наташі в коханні, вона намагається пояснити йому, що вже заручена. Попри це, Анатоль цілує Наташу, вона здається та відповідає взаємністю («The Ball»).

### Акт II
Наташа далі розривається між почуттями до Андрія та до Анатоля («Letters»). Соня знаходить листи  Наташі та Анатоля й дізнається про їхні стосунки. Вона сперечається з Наташею та відчайдушно висловлює свою недовіру до Анатоля, але Наташа вибухає через це гнівом та йде. Наташа пише Мері і розриває заручини з Андрієм («Sonya & Natasha»). Сама Соня розмірковує про свою любов до кузини і свою рішучість врятувати її, навіть якщо вона втратить через це в ній найближчу подругу («Sonya Alone»).
Того ж вечора Анатоль і Долохов готуються до втечі Анатоля і Наташі. Долохов намагається переконати Анатоля змінити рішення, але нічого не виходить («Preparations»). Приїжджає кучер трійки Балага, щоб відвезти їх до будинку Наташі, де вони мають забрати її перед втечею («Balaga»). Коли вони приїжджають до дому Наташі, мешканці міста виходять, щоб попрощатися з Анатолем і Наташею, а в останній момент плану заважає Марія («The Abduction»).
Марія лає Наташу, яка зізнається їй та Соні, що розірвала заручини з Андрієм, і підтверджує, що кохає Анатоля, досі думаючи, що він неодружений. Наташа кричить на Марію та Соню і плаче, чекаючи всю ніч на Анатоля («In My House»). Марія звертається до П’єра посеред ночі, пояснює йому скандальність ситуації та благає його втрутитись і допомогти впоратися. П’єр повідомляє Марії, що Анатоль вже одружений («A Call to Pierre»). Обурений ситуацією, П'єр шукає у Москві Анатоля в той час, як Марія та Соня розповідають Наташі, що Анатоль вже одружений, хоча вона їм не вірить. Врешті П’єр знаходить Анатоля в будинку Елен («Find Anatole»). П’єр дає Анатолю гроші та наказує йому залишити Москву («Pierre & Anatole»). Наташа намагається вкоротити собі віку, отруївшись миш'яком, але виживає («Natasha Very Ill»).
Наступного дня Андрій повертається з війни додому, не зважає на відмову Наташі, через що сперечається з П'єром. П’єр розповідає йому про скандал і благає його проявити співчуття до Наташі. Андрій, однак, не може знайти в собі сили пробачити її і холодносердечно каже П'єру, що більше не попросить її руки («Pierre & Andrey»). П’єр відвідує Наташу, серце якої розбите, втішає, дає їй надію («Pierre & Natasha»). Після їх зустрічі П'єр переживає хвилину просвітлення, спостерігаючи, як Велика комета 1812 року ширяє над нічним небом («The Great Comet of 1812»).

## Музика
Оригінальна партитура Меллой (оркестрована композитором) поєднує російську народну та класичну музику з впливом інді-року та EDM. Твір описується композитором як «електропоп-опера», має лише з один рядок розмовного діалогу в єдиній спільній сцені П'єра та Наташі. На сцені майже всі актори грають на музичних інструментах, що збільшує склад оркестру шоу. П’єр грає на акордеоні, а також виконує на фортепіано оркестру великі частини партитури. 
Лібрето містить багато уривків, узятих дословно з перекладу роману Толстого Ельмера та Луїзи Мод 1922 року.

## Музичні номери
| Акт I 1. "Prologue" – Всі 2. "Pierre" – П’єр, Ансамбль 3. "Moscow" – Марія Д, Наташа, Соня 4. "The Private and Intimate Life of the House" – Болконський, Мері 5. "Natasha & Bolkonskys" – Мері, Наташа, Болконський 6. "No One Else" – Наташа 7. "The Opera" – Наташа, Соня, Марія Д., Елен, Ансамбль 8. "Natasha & Anatole" – Наташа, Анатоль 9. "The Duel" – Анатоль, Долохов, П’єр, Елен, Ансамбль 10. "Dust and Ashes" – П’єр, Ансамбль 11. "Sunday Morning" – Наташа, Соня, Марія Д. 12. "Charming" – Елен 13. "The Ball" – Наташа, Анатоль | Акт II 1. "Letters" – П’єр, Наташа, Мері, Анатоль, Долохов, Ансамбль 2. "Sonya & Natasha" – Соня, Наташа 3. "Sonya Alone" – Соня 4. "Preparations" – Анатоль, Долохов, П’єр 5. "Balaga" – Балага, Анатоль, Долохов, Ансамбль 6. "The Abduction" – Ансамбль 7. "In My House" – Марія Д., Наташа, Соня 8. "A Call to Pierre" – МаріяД., П’єр 9. "Find Anatole" – П’єр, Анатоль, Елен, Наташа 10. "Pierre & Anatole" – П’єр, Анатоль 11. "Natasha Very Ill" – Соня 12. "Pierre & Andrey" – Андрій, П’єр 13. "Pierre & Natasha" – П’єр, Наташа 14. "The Great Comet of 1812" – П’єр, Ансамбль |

Примітка: Арія Наташі, «Natasha Lost», була вирізана під час постановки на Бродвеї, але включена в оригінальний акторський запис між номером 8 («Natasha & Anatole») і номером 9 («The Duel»). Для бродвейської постановки було додано «Dust and Ashes».

## Постановки

### Оф-Бродвей

#### Ars Nova
Прем'єра мюзиклу відбулася 16 жовтня 2012 року в Ars Nova. Режисерка – Рейчел Чавкін. Вистава була поставлена у форматі імерсивного шоу, дія якого відбувалася просто біля глядачів. Сценарій Мімі Лієн та дизайн освітлення від Бредлі Кінга перетворили Ars Nova на російський нічний клуб. У складі креативної команди також були: Палома Янг (художниця по костюмах), Метт Габбс (звукорежисер) та Дейв Маллой (музичний керівник). Ролі виконували: Маллой у ролі П'єра, Філіпа Су в ролі Наташі, Лукас Стіл у ролі Анатоля, Ембер Грей у ролі Елен, Бріттен Ешфорд у ролі Соні, Нік Чоксі в ролі Долохова, Гелсі Белл у ролі Мері, Блейк Делонг у ролі Андрія / Князя Болконського, Амелія Воркман у ролі Марії Д і Пол Пінто (який також виконував обов'язки музичного керівника) в ролі Балаги. Шоу було першою постановкою Ars Nova, яка коли-небудь переносилась на Бродвей.

#### Kazino
16 травня 2013 року шоу відкрилося в районі Meatpacking District в Казіно, тимчасовій локації, облаштованій як пишний російський клуб, де інтерактивна постановка була поставлена цією ж креативною командою. Акторський склад повторив свої ролі, крім Чоксі, яку замінив Ян Лассітер, та Воркман, яку замінила Грейс Маклін. Девід Абелес почав виконувати роль П'єра 9 липня 2013 р. Шоу закрилося 1 вересня 2013 р.
Шоу було відкрито для 14-тижневого прокату у вересні 2013 року в Kazino і переїхало до Theater District з кастом попередньої постановки: Чоксі виконав роль Долохова, Белл був замінений Шайною Тауб, а Пінто – Ашконом Давараном. 10 грудня 2013 року був випущений каст-альбом. Шоу було продовжено і тривало до 2 березня 2014 року.

### American Repertory Theater (A.R.T.)
Команда, що стояла за оригінальною постановкою, оновила шоу для показів в American Repertory Theatre (A.R.T.) в Кембриджі, штат Массачусетс. Шоу розпочалися з 1 грудня 2015 року по січень 2016 року.
Тепер, розширившись до сцени просценіуму, сценографія створила для глядачів унікальні варіанти сидінь – з бенкетними та обідніми столами. Скотт Стенгленд виконав роль П'єра, Дені Бентон зіграла роль Наташі, Ліллі Купер – Елен, Ніколас Белтон – Андрія / Князя Болконського, а решта гравців повторили свої ролі.

### Бродвей

#### Imperial Theatre
Постановка на Бродвеї в Imperial Theatre розпочалася з передоглядів 18 жовтня 2016 року і відкрилася 14 листопада 2016 року. У ролях: Джош Гробан — П'єр і Дені Бентон — Наташа, дебютували на Бродвеї з хореографією Сем Пінклтон, з декораціями Мімі Ліен, костюмами Паломи Янг, освітленням від Бредлі Кінга, звуком Ніколаса Поупа та музичною режисурою Ор Матіаса. Сценографія була подібна до A.R.T. однак шоу вийшло на саму сцену, але видалило майже 200 місць для глядачів, щоб розмістити весь дизайн. Знову ж таки, були доступні варіанти сидінь на сцені, за бенкетними чи обідніми столами. Шоу на Бродвеї коштувало близько 14 мільйонів доларів для постановки, більшість з яких не відбилася.
Фінальний спектакль на Бродвеї було зіграно 3 вересня 2017 року, всього – 32 передоглядів та 336 вистав. 

### Міжнародні постановки
Міжнародна прем'єра шоу відбулася у Кіто, Еквадор, у вересні 2014 року в іспаномовній версії, продюсером якої став Teatro Parapluie.
Бразильська прем’єра шоу відбулася в серпні 2018 року португальською мовою, Бруна Герін – Наташа, Андре Фратескі – П'єр, Габріель Леоне – Анатоль. Постановка отримала премію Prêmio Reverência у номінації «Кращий мюзикл».
Японська постановка під керівництвом компанії Toho відкрилася в Tokyo Metropolitan Theatre 5 січня 2019 року і тривала до 27 січня 2019 року. У ній зіграли Еріка Ікута з гурту Nogizaka46 у ролі Наташі та Йошіо Інуе в ролі П'єра. 
Також Variety повідомляє, що в даний час обговорюються постановки в Лондоні та Кореї, а також цікавиться Китай та Філіппіни. Прем'єра шоу мала відбутись у Winter Garden Theatre в Торонто, але процес був призупинений через пандемію COVID-19.

## Каст
| Персонаж                                    | Оф-Бродвей Ars Nova (2012) | Оф-Бродвей Kazino Meatpacking District (2013) | Оф-Бродвей Kazino Times Square (2013) | American Repertory Theater (2015) | Бродвей Imperial Theatre (2016) |
| ------------------------------------------- | -------------------------- | --------------------------------------------- | ------------------------------------- | --------------------------------- | ------------------------------- |
| Наташа Ростова                              | Філіпа Су                  | Філіпа Су                                     | Філіпа Су                             | Дені Бентон                       | Дені Бентон                     |
| П'єр Безухов                                | Дейв Маллой                | Дейв Маллой                                   | Девід Абелес                          | Scott Stangland                   | Джош Гробан                     |
| Анатоль Курагін                             | Лукас Стіл                 | Лукас Стіл                                    | Лукас Стіл                            | Лукас Стіл                        | Лукас Стіл                      |
| Соня Ростова                                | Брітен Ешфорд              | Брітен Ешфорд                                 | Брітен Ешфорд                         | Брітен Ешфорд                     | Брітен Ешфорд                   |
| Елен Безухова                               | Ембер Грей                 | Ембер Грей                                    | Ембер Грей                            | Лілі Купер                        | Ембер Грей                      |
| Марія Дмітрієвна                            | Емелі Воркман              | Грейс МакЛін                                  | Грейс МакЛін                          | Грейс МакЛін                      | Грейс МакЛін                    |
| Федя Долохов                                | Нік Чоксі                  | Ян Лассітер                                   | Нік Чоксі                             | Нік Чоксі                         | Нік Чоксі                       |
| Андрій Болконський/Старий Князь Болконський | Блейк ДеЛонг               | Блейк ДеЛонг                                  | Блейк ДеЛонг                          | Ніколас Белтон                    | Ніколас Белтон                  |
| Мері Болконська                             | Гелсі Белл                 | Гелсі Белл                                    | Шайна Тауб                            | Гелсі Белл                        | Гелсі Белл                      |
| Балага                                      | Пол Пінто                  | Пол Пінто                                     | Ешкон Даваран                         | Пол Пінто                         | Пол Пінто                       |

## Сприйняття
Цей твір дуже добре сприйняла нью-йоркська преса. Чарльз Ішервуд у Нью-Йорк Таймс назвав його «живим захоплюючим новим мюзиклом», і обидва театральні критики Таймс включили це шоу у свої списки «Найкращих шоу року». Класичний критик Times, Ентоні Томмасіні, назвав шоу «захекана, груба і захоплююча квазі-опера. Це – зверхня партитура-пастиш. Містер Маллой відмовляється від одного стилю та робить навмисні переходи – від панк-риффів до зворушливих бродвейських балад, від безглуздо-помпезного речитативу до російських народних пісень або приспівів, під час яких всі п'ють та звуків клязмер-кларнетів – ви втрачаєте змогу розрізняти все і це вже стає не так і важливо». Time Out New York також дала 5 зірок з 5 та включила його до списку найкращих шоу, заявивши: «Цей театр – єдиний такий у Нью-Йорку. Він заземляє вас і відриває від реальності одночасно, залишаючи наприкінці сяяти від задоволення»

## Конфлікт
Джош Гробан зіграв свою останню виставу 2 липня. Окієрієте Онадоуан взяв на себе роль П'єра 11 липня; спочатку він мав розпочати 3 липня, але для підготовки йому потрібно було більше часу. Виступ Онаодоуана був прийнятий добре, але в шоу почались фінансові труднощі і продажі квитків були нижчими за поточні витрати. Продюсери почали вигадувати трюки, щоб підняти продажі квитків та запобігти закриттю шоу. 26 липня 2017 року, за день до офіційного оголошення, вебсайт Broadway Black опублікував новину про те, що Менді Патінкін призначений замінити Окієрієте Онадоуан в ролі П'єра на три тижні, скоротивши виступи Оноадоуана на пару тижнів через напружений графік Патінкіна. 
Багато шанувальників та акторів були розлючені цим рішенням про такий кастинг, оскільки Патінкін був білим актором, який замінив Онадоуана, скоротивши кількість його виступів. В Twitter Рафаель Касал, друг Онадоуана, розпочав кампанію протидії такому рішенню, створивши хештег #makeroomforoak. Суперечка призвела до того, що Патінкін відмовився від шоу через два дні, і Дейв Маллой взяв на себе роль П'єра до кінця прокату. Шоу закрилося трохи більше місяця потому, 3 вересня 2017 року, посилаючись на цей конфлікт та спад продажів квитків.

## Нагороди та номінації

### Оф-Бродвей версія
Джерела: TheaterMania, Internet Off-Broadway, DatabaseVillage Voice.
| Рік  | Премія                       | Категорія                                                    | Номінація                                                    | Результат  |
| ---- | ---------------------------- | ------------------------------------------------------------ | ------------------------------------------------------------ | ---------- |
| 2013 | Obie Award                   | Особливі цитати                                              | Дейв Маллой & Рейчел Чавкін                                  | Перемога   |
| 2013 | Премія Ліги Драми            | Нагорода за видатне виконання                                | Філіпа Су                                                    | Номіновано |
| 2013 | Премія Ліги Драми            | Видатн постановка бродвейського або оф-бродвейського мюзиклу | Видатн постановка бродвейського або оф-бродвейського мюзиклу | Номіновано |
| 2013 | Премія Драма Деск            | Видатний мюзикл                                              | Видатний мюзикл                                              | Номіновано |
| 2013 | Премія Драма Деск            | Видатна музика                                               | Дейв Маллой                                                  | Номіновано |
| 2013 | Премія Драма Деск            | Видатні тексти пісень                                        | Дейв Маллой                                                  | Номіновано |
| 2013 | Премія Драма Деск            | Видатний режисер мюзиклу                                     | Рейчел Чавкін                                                | Номіновано |
| 2013 | Премія Драма Деск            | Видатний дизайн костюмів                                     | Палома Янг                                                   | Номіновано |
| 2013 | Off-Broadway Alliance Awards | Кращий новий мюзикл                                          | Кращий новий мюзикл                                          | Перемога   |
| 2014 | Lucille Lortel Award         | Видатний мюзикл                                              | Видатний мюзикл                                              | Номіновано |
| 2014 | Lucille Lortel Award         | Видатний режисер мюзиклу                                     | Рейчел Чавкін                                                | Номіновано |
| 2014 | Lucille Lortel Award         | Видатна головна акторка мюзиклу                              | Філіпа Су                                                    | Номіновано |
| 2014 | Lucille Lortel Award         | Видатний актор другого плану у мюзиклі                       | Лукас Стіл                                                   | Перемога   |
| 2014 | Lucille Lortel Award         | Видатний актор другого плану у мюзиклі                       | Блейк ДеЛонг                                                 | Номіновано |
| 2014 | Lucille Lortel Award         | Видатна акторка другого плану у мюзиклі                      | Брітен Ешфорд                                                | Номіновано |
| 2014 | Lucille Lortel Award         | Видатна акторка другого плану у мюзиклі                      | Шайна Туб                                                    | Номіновано |
| 2014 | Lucille Lortel Award         | Видатна сценографія                                          | Мімі Ліен                                                    | Перемога   |
| 2014 | Lucille Lortel Award         | Видатний дизайн костюмів                                     | Палома Янг                                                   | Перемога   |
| 2014 | Lucille Lortel Award         | Видатний дизайн освітлення                                   | Бредлі Кінг                                                  | Номіновано |
| 2014 | Lucille Lortel Award         | Видатний дизайн звуку                                        | Метт Хабс                                                    | Номіновано |

### Постановка в Кембрідже
| Рік  | Премія              | Категорія                                  | Номінація                                  | Результат  |
| ---- | ------------------- | ------------------------------------------ | ------------------------------------------ | ---------- |
| 2016 | Elliot Norton Award | Видатна музична постановка великого театру | Видатна музична постановка великого театру | Перемога   |
| 2016 | Elliot Norton Award | Видатний дизайн, великий театр             | Видатний дизайн, великий театр             | Перемога   |
| 2016 | Elliot Norton Award | Видатний режисер, Великий театр            | Рейчел Чавкін                              | Перемога   |
| 2016 | Elliot Norton Award | Видатне виконання актора                   | Лукас Стіл                                 | Номіновано |
| 2016 | Elliot Norton Award | Видатне виконання актора                   | Скотт Стенленд                             | Перемога   |
| 2016 | Elliot Norton Award | Видатне виконання акторки                  | Дені Бентон                                | Номіновано |
| 2016 | Elliot Norton Award | Видатний ансамбль, Великий театр           | Видатний ансамбль, Великий театр           | Номіновано |

### Бродвейська версія
| Рік  | Премія                                         | Категорія                                                     | Номінація | Результат                       |
| ---- | ---------------------------------------------- | ------------------------------------------------------------- | --- | ------------------------------- |
| 2017 | Премія Тоні                                    | Кращий Мюзикл                                                 | Кращий Мюзикл | Номіновано                      |
| 2017 | Премія Тоні                                    | Найкраще лібрето мюзиклу                                      | Dave Malloy | Номіновано                      |
| 2017 | Премія Тоні                                    | Кращий оригінальна партитура                                  | Dave Malloy | Номіновано                      |
| 2017 | Премія Тоні                                    | Кращі оркестрації                                             | Dave Malloy | Номіновано                      |
| 2017 | Премія Тоні                                    | Найкраща чоловіча роль у мюзиклі                              | Джош Гробан | Номіновано                      |
| 2017 | Премія Тоні                                    | Найкраща акторка в мюзиклі                                    | Дені Бентон | Номіновано                      |
| 2017 | Премія Тоні                                    | Найкращий актор другого плану у мюзиклі                       | Лукас Стіл | Номіновано                      |
| 2017 | Премія Тоні                                    | Краща сценографія у мюзиклі                                   | Мімі Ліен | Перемога                        |
| 2017 | Премія Тоні                                    | Кращий дизайн костюмів у мюзиклі                              | Палома Янг | Номіновано                      |
| 2017 | Премія Тоні                                    | Кращий дизайн освітлення для мюзиклу                          | Бредлі Кінг | Перемога                        |
| 2017 | Премія Тоні                                    | Краща режисура мюзиклу                                        | Рейчел Чавкін | Номіновано                      |
| 2017 | Премія Тоні                                    | Краща хореографія                                             | Сем Пінклетон | Номіновано                      |
| 2017 | Премія Драма Деск                              | Outstanding Director of a Musical                             | Рейчел Чавікн | Перемога                        |
| 2017 | Премія Драма Деск                              | Видатна сценографія                                           | Мімі Ліен | Перемога                        |
| 2017 | Премія Драма Деск                              | Видатний дизайн освітлення для мюзиклу                        | Бредлі Кінг | Перемога                        |
| 2017 | Премія Драма Деск                              | Видатний звуковий дизайн                                      | Ніколас Поп | Перемога                        |
| 2017 | Премія Ліги Драми                              | Видатна постановка бродвейського або оф-бродвейського мюзиклу | Видатна постановка бродвейського або оф-бродвейського мюзиклу | Номіновано                      |
| 2017 | Премія Ліги Драми                              | Нагорода за видатне виконання                                 | Дені Бентон | Номіновано                      |
| 2017 | Премія Ліги Драми                              | Нагорода за видатне виконання                                 | Джон Гробан | Номіновано                      |
| 2017 | Outer Critics Circle Award                     | Видатна сценографія                                           | Мімі Ліен | Перемога                        |
| 2017 | Outer Critics Circle Award                     | Видатний дизайн освітлення                                    | Бредлі Кінг | Перемога                        |
| 2017 | Outer Critics Circle Award                     | Видатний звуковий дизайн                                      | Ніколас Поп | Номіновано                      |
| 2017 | Theatre World Award                            | Theatre World Award                                           | Дені Бентон | Вшановано                       |
| 2017 | Theatre World Award                            | Theatre World Award                                           | Джош Гробан | Вшановано                       |
| 2017 | Theatre World Award                            | Theatre World Award                                           | Ембер Грей | Вшановано                       |
| 2017 | Theatre World Award                            | Theatre World Award                                           | Дейв Маллоу | Вшановано спеціальною нагородою |
| 2017 | Chita Rivera Awards for Dance and Choreography | Видатний ансамбль у Бродвейському шоу                         | Видатний ансамбль у Бродвейському шоу | Перемога                        |
| 2017 | ACCA Award за Видатний бродвейський хор        | ACCA Award за Видатний бродвейський хор                       | Сумайя Алі, Кортні Басет, Джош Кенфілд, Кеннеді Когхелл, Кен Кларк, Еріка Дорфлер, Лулу Фолл, Ешлі Перес Фланаган, Палома Гарсія-Лі, Нік Гасвірт, Алекс Гібсон, Біллі Джо Кісслінг, Мері Спенсер Кнапп, Блейн Олден Краус, Рід Луплау , Брандт Мартінес, Ендрю Майер, Мері Пейдж Ненс, Шоба Нараян, Азуді Онєжекве, Перлинний Рейн, Селія Мей Рубін, Хіт Сондерс, Ані Тадж, Кетрін Уейк, Катріна Яукі та Лорен Закрін | Одержано                        |
| 2017 | Надзвичайна досконалість у різноманітті        | Надзвичайна досконалість у різноманітті                       | Надзвичайна досконалість у різноманітті | Одержано                        |
| 2017 | Smithsonian Ingenuity Award                    | History Award                                                 | Дейв Маллой & Рейчел Чавкін | Перемога                        |

## Аудіо Записи
10 грудня 2013 року Ghostlight Records випустив запис із двома дисками з цілою партитурою. Пізніше вийшов ще один диск, що містить ключові моменти шоу.
Оригінальний каст-альбом бродвейської версії був випущений 19 травня 2017 року на Reprise Records. Далі він потрапив до діаграми під номером 87 на чарті Billboard 200, номером 26 на чарі Топ продажів альбомів і номером 23 на графіку цифрових альбомів.

## Книга
22 листопада 2016 року вийшла книга «Наташа, П’єр і Велика комета 1812 року: подорож нового мюзиклу на Бродвей». Книга, яку відредагував і склав Стівен Сускін, включає інтерв'ю з багатьма оригінальними учасниками касту, а також анотований сценарій та фотографії акторських складів Kazino та Бродвею. Книга також включає компакт-диск із п'ятьма піснями з шоу: три із оригінального каст-альбому і дві з Джошем Гробаном та оркестром.